# Urbani (famiglia)

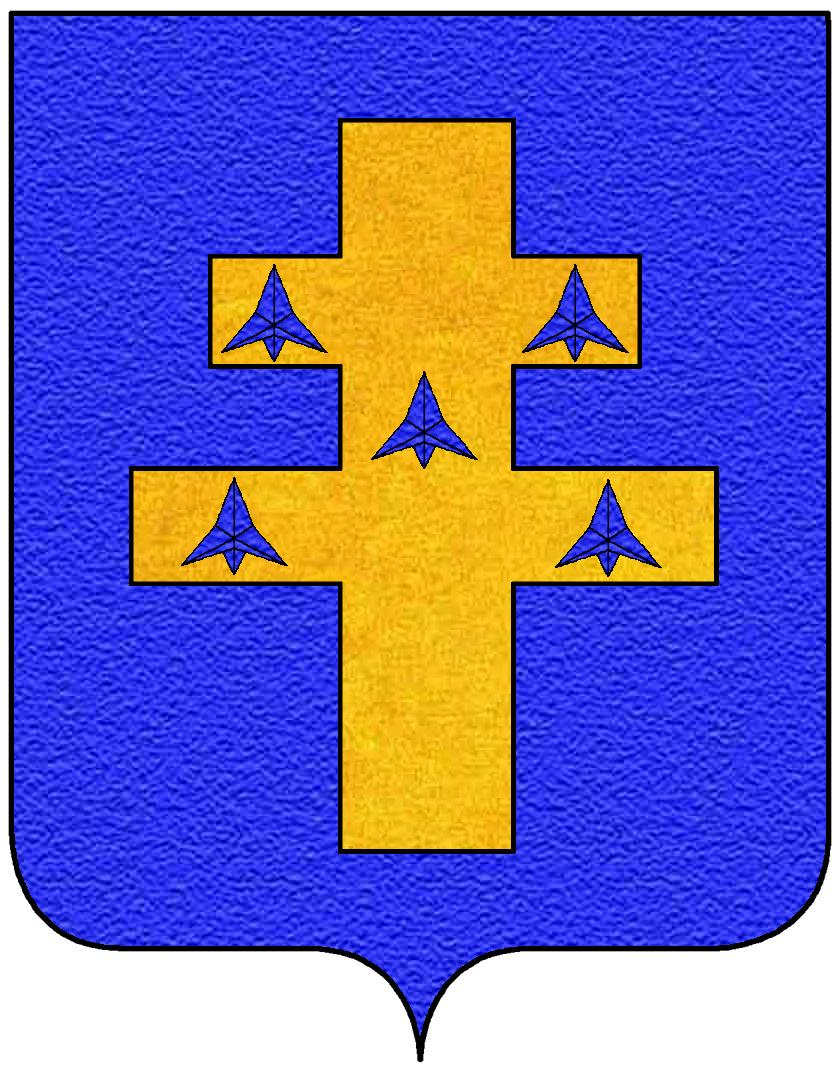
Stemma Urbani

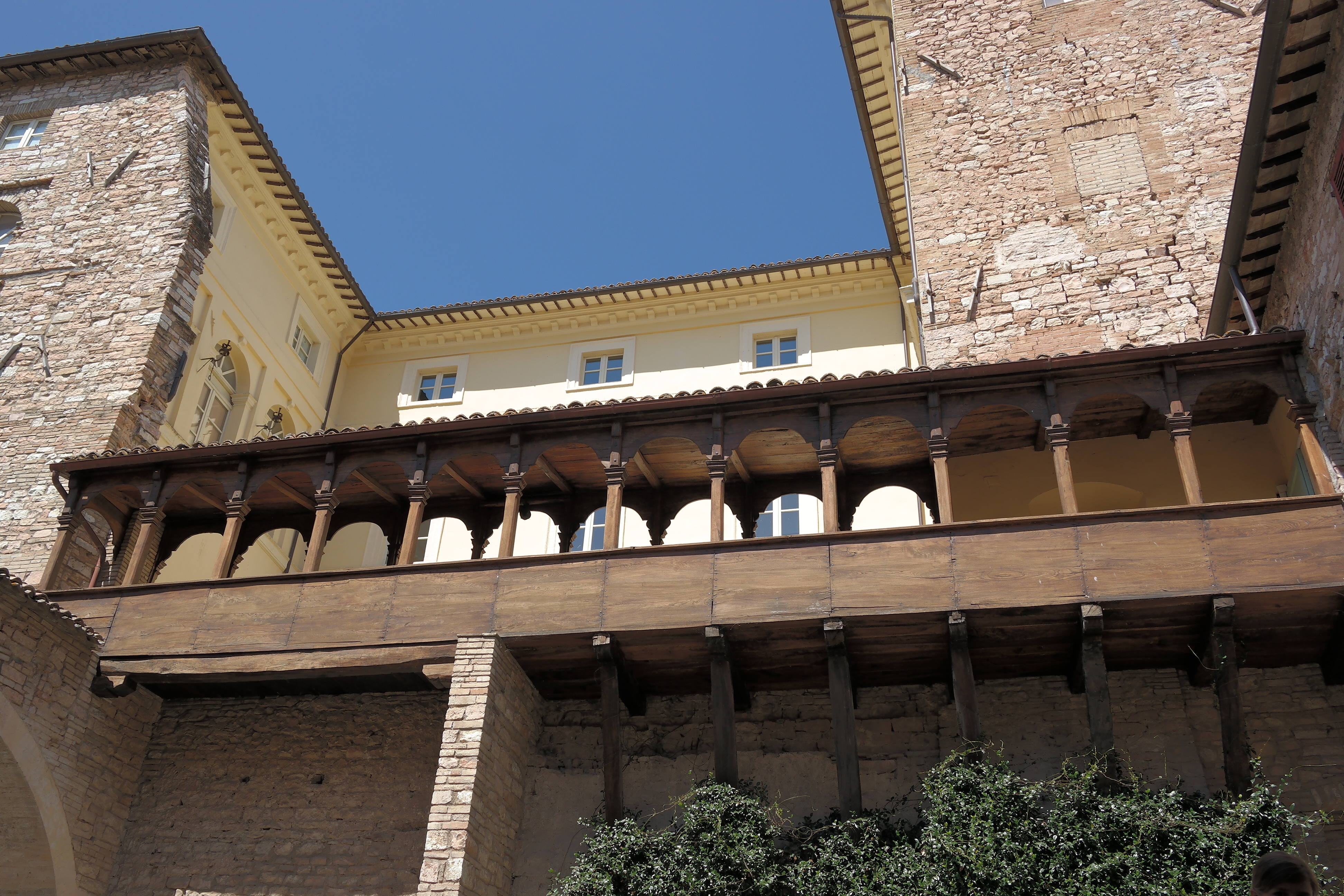
Spello, Palazzo Urbani

Gli Urbani sono un'importante famiglia aristocratica italiana le cui origini risalgono alla dinastia imperiale tedesca degli Ottoni.

## Storia
L'imperatore Ottone I di Sassonia pose al governo dei territori umbri uno dei nipoti, che sarà il fondatore della famiglia.
Dal ramo principale di Spello degli Acuti Urbani, discenderanno il ramo toscano e quello marchigiano degli Urbani di Monte San Martino.
La famiglia Urbani, nelle sue terre di residenza, lascerà alla storia splendidi monumenti, come la principesca villa Urbani a Spello ed il palazzo Acuti Urbani situato nel centro storico. A Monte San Martino, la famiglia edificò un palazzo divenuto principale monumento del paese.
Gli Urbani di Monte San Martino si imparenteranno con la storica famiglia fermana dei Maggiori tramite il matrimonio tra la contessa Costanza Urbani (1826-1882) con il conte Annibale Maggiori Guerrieri (1810-1885)
Nella celebre Villa Fidelia a Spello che il re Vittorio Emanuele III d'Italia considerava una delle più belle dimore principesche italiane fu celebrato il fastoso ricevimento nuziale del matrimonio tra la principessa Giovanna di Savoia e lo zar Boris III di Bulgaria.